# Kuno Lorenz

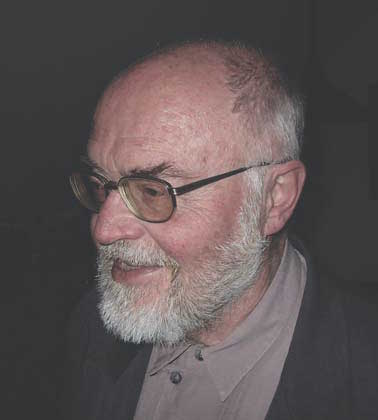
Kuno Lorenz

Kuno Lorenz (* 17. September 1932 in Vachdorf, Thüringen) ist ein deutscher Philosoph. Er ist Mitbegründer der Dialogischen Logik, Sprachphilosoph und entwickelte eine Dialogphilosophie im Anschluss an die pragmatische Handlungstheorie des Erlanger Konstruktivismus.

## Leben
Nach dem Studium der Mathematik und Physik in Tübingen, Hamburg, Bonn und Princeton promovierte Lorenz 1961 bei Paul Lorenzen in Kiel mit einer Dissertation über Arithmetik und Logik als Spiele. 1969 konnte er sich in Erlangen habilitieren. 1970 wurde er in Nachfolge von Carl Friedrich von Weizsäcker auf den Lehrstuhl für Philosophie der Universität Hamburg berufen. Von 1974 bis zu seiner Emeritierung im Jahre 1998 lehrte er an der Universität des Saarlandes in Saarbrücken, 2013 verlieh ihm die Université de Lorraine (Nancy) den Ehrendoktor (Dr. h. c.). Seit 1989 ist er ordentliches Mitglied der Academia Europaea. Lorenz ist verheiratet mit der Literaturwissenschaftlerin Karin Lorenz-Lindemann.
Mit Gerhard Heinzmann und Dietfried Gerhardus erweiterte Lorenz die sich aus der konstruktiven Wissenschaftstheorie ergebenden Themen mit Kunsttheorie und der dialogischen Philosophie der Mathematik. Aus der engen wissenschaftlichen Zusammenarbeit mit Jürgen Mittelstraß entstand seit 1970 die Konstanzer Schule. Die von Mittelstraß seit 1980 herausgegebene Enzyklopädie Philosophie und Wissenschaftstheorie hat Lorenz durch eine große Anzahl von Artikeln insbesondere zu Logik, Sprachphilosophie, Pragmatismus, Semiotik und Buddhismus eindrücklich mitgeprägt. Das facettenreiche Werk von Lorenz umfasst über 100 Veröffentlichungen.

## Wirken

### Dialogische Logik
Lorenz entwickelte (zusammen mit Paul Lorenzen) einen Ansatz, Arithmetik und Logik als Dialogspiele zu konstruieren. In der Dialogischen Logik werden logische Kalküle upside-down geschrieben, so dass die Anfangsbehauptung eines Proponenten oben steht und wie in einem Spiel gegen einen Opponenten verteidigt wird. Dies ist ein semantiknaher Logikansatz, der sich auch als Vorbild für Argumentationen eignet. Lorenz legte zum ersten Mal einen einfachen Beweis des Gentzenschen Hauptsatzes auf dieser spieltheoretischen Basis vor. Fasst man Logik und Mathematik in dieser Weise als Spiele auf, so lässt sich zwanglos ein intuitionistischer Ansatz als eine Möglichkeit wählen. Dazu wurde eine effektive Strukturregel für die Verteidigungs- und Angriffspflichten eingeführt. Durch eine weitere Regelmodifikation erhält man dann auch die übliche klassische Logik.
Zu einer Partie der dialogischen Logik sind mehr Aussagen zugelassen (dialogdefinit) als üblich. Die Aussagen müssen nicht von vornherein wertdefinit oder entscheidbar sein. Metaaussagen über die dialogische Logik sind auf einer Strategieebene als Aussagen über Gewinnstrategien möglich.

### Sprachphilosophie
Lorenz hat wesentlichen Anteil an der Klärung und Rekonstruktion des sprachlich grundlegenden Vorgangs der Prädikation, der in der Logischen Propädeutik des frühen Erlanger Konstruktivismus und in der Sprachphilosophie von zentraler Bedeutung ist. Das 1970 erschienene richtungsweisende Werk Elemente der Sprachkritik gestaltet von diesem Ansatz her im Anschluss an die Spätphilosophie Ludwig Wittgensteins eine Sprachkonstruktion der Elementaraussage und lotet die Möglichkeit einer wissenschaftlichen Sprache aus. Der Zusammenhang der selbständigen und unselbständigen Verwendung von Prädikatoren der Nomina und Verba für die Dinge und Handlungen wird sprachkritisch erörtert. Nur die Nomina werden stets selbständig verwendet. Elementaraussagen lassen sich so im unmittelbaren Zusammenhang mit der Prädikation einführen.
Wann ist eine Aussage wahr? Grundidee ist es, von Lorenz behauptete Defizite der Korrespondenz- und Konsenstheorie durch einen „dialogischen Wahrheitsbegriff“ aufzulösen: Die Geltung einer Aussage A hängt vom Vergleich der Verwendung von Prädikatoren in A mit der (von A unabhängigen) Einführung dieser Prädikatoren ab, die in einer Lehr- und Lernsituation rekonstruiert wird. Die Geltungsprüfung des Satzes: „Dieser Stuhl ist aus Holz.“ wird also durch einen dialogischen Vergleich der aktuellen Verwendung des Prädikators „Holz“ mit der Einführung des Prädikators unternommen.

### Dialogischer Konstruktivismus
Nicht nur die Logik, sondern die gesamte Philosophie erhält bei Lorenz eine dialogische Komponente: Nur im Spiegel des jeweiligen Gegenüber ist es möglich auf sich zu reflektieren. Lorenz entwickelt aus der Orientierung an dem Dialogischen Prinzip (Martin Buber) und dem Verfahren der Sprachspiele des späten Ludwig Wittgenstein einen Dialogischen Konstruktivismus, bei dem Kernaspekte des Pragmatismus von Charles Sanders Peirce und des Historismus von Wilhelm Dilthey zusammengeführt werden.
Der Dialog wird sowohl als Verfahren als auch als Gegenstand philosophischer Reflexion herangezogen, und zwar nicht beschränkt auf die Ebene sprachlicher Interaktion.
Lorenz unterscheidet zwischen einem Handlungen vollziehenden Agenten (ICH-Rolle) und einem Handlungen erlebenden Patienten (DU-Rolle). Diese komplementären Rollen (auch innerhalb einer Person) sind aufeinander angewiesen. Die Handlungen können auch Sprachhandlungen (Reden) sein: Die Einnahme der Ich-Rolle (Aneignung) geschieht bei Sprachhandlungen zweifach: Im bloßen Sprechen und im Zu-verstehen-Geben. Die Einnahme der Du-Rolle (Distanzierung) geschieht beim Reden sowohl im bloßen Hören als auch im sinnerfassenden Verstehen.
Nimmt man als Beispiel einer dialogischen Elementarsituation das Schwimmenlernen, so wird Schwimmen als zu lernendes vermittelt und als Lernschritt artikuliert. - Die semiotischen Funktionen einer Handlung werden bei Lorenz (als Zeigen in Vermittlungen einerseits und als Zeichen in Artikulationen andererseits) vom pragmatischen Charakter einer Handlung als Gegenstand unterschieden. Das Erfahrungen-Machen im Zeigen und das Erfahrungen-Artikulieren beim Umgang mit den Gegenständen der Welt wird als aufeinander angewiesen und damit als gleichrangig begriffen. Diese Gegenstände sind konkret auf der Gegenstandsebene oder abstrakt auf der Zeichenebene gegeben oder werden konkret durch Handlungen oder abstrakt durch Zeichenhandlungen erzeugt.
Mit der dialogischen Konstruktion wird der Aufbau unserer Erfahrung theoretisch modelliert, in der phänomenologischen Reduktion wird der Abbau derselben Erfahrung praktisch erlebt. Vorgefundenes (Wilhelm Kamlah) und Hervorgebrachtes (Paul Lorenzen) werden bei Lorenz aufeinander bezogen und Welt und Sprache als gleichursprünglich konzipiert. Hierbei wird zugleich eine Sprachanalyse und ein „Zurück zu den Sachen selbst“ (Edmund Husserl) beherzigt.

### Indische Denker
Lorenz hat über die indische Philosophie und die indische Logik intensiv gearbeitet.  Dabei ist ihm wichtig, dass man der Gefahr entgeht, eine fremde Kultur mit den eigenen Denkmustern zu verstehen. Das Eigene und das Fremde werden in einem Prozess verwandelt, für den es noch gar keine festgeschriebenen Muster gibt. An die Stelle der Trennung in theoretische und praktische Philosophie tritt in der indischen Philosophie die Trennung in philosophische Ansichten (darshan) und religiöse Regelungen (dharma).
Die für Lorenz typische komplementäre Gegenüberstellung von zueinander widersprüchlich wirkenden Personen wird unter etlichen anderen auch mit den indischen Philosophen Nagarjuna und Shankara durchgeführt.
- Nagarjuna wollte argumentierend den Mittleren Weg (Madhyamaka) des Buddhismus wiederherstellen, für Lorenz eine tätige Vernunft in Leerheit (Shunyata) durch Beschränkung auf die Ich-Rolle. Das durchgehende Zurückweisen aller Ansichten und deren Gegenteil bei Nagarjuna darf laut Lorenz nicht als Widerlegung verstanden werden. Denken als Argumentationsvollzug ist vielmehr selbst schon das Üben im Sinne des Weges, der zur Aufhebung des Leidens führt. Die Lehre von der Leerheit sei laut Lorenz selbst leer und daher kein Nihilismus.[16]
- Shankaras Advaita-Vedanta vertritt hingegen Lorenz zufolge eine vernehmende Vernunft als Erlebnis der Aneignung des Veda durch Beschränkung auf die Du-Rolle. Das brahman (ein Wissen, was den atman auszeichnet) kann bei Shankara nur als bhakti personifiziert werden, einer aus maya bestehenden Gestalt. Die Lehre von der Täuschung sei laut Lorenz selbst täuschend und daher kein Illusionismus.[17]

## Werke (Auswahl)
- 1969 und Jürgen Mittelstraß: Die methodische Philosophie Hugo Dinglers. Einleitung zum Nachdruck von: Hugo Dingler Die Ergreifung des Wirklichen. Kapitel I-IV. Suhrkamp, Frankfurt (Reihe Theorie 1) S. 7–55.
- 1970 Elemente der Sprachkritik. Eine Alternative zum Dogmatismus und Skeptizismus in der Analytischen Philosophie Suhrkamp, Frankfurt (Reihe Theorie)
- 1977 Einführung zu: Richard Gätschenberger: Zeichen, die Fundamente des Wissens. Zweite, unveränd. Aufl., vermehrt um eine Einführung von Kuno Lorenz. (Nachdr. v. 1932) frommann-holzboog, Stuttgart (problemata; 59)
- 1978 mit Paul Lorenzen: Dialogische Logik. WBG, Darmstadt
- 1978 (Hrsg.): Konstruktionen versus Positionen. Beiträge zur Diskussion um die konstruktive Wissenschaftstheorie. (2 Bde.) Paul Lorenzen zum 60. Geburtstag. de Gruyter, Berlin, New York
- 1980 Sprachphilosophie, in: Althaus u. a. (Hrsg.): Lexikon der germanistischen Linguistik. Niemeyer, Tübingen
- 1982 (Hrsg.): Identität und Individuation (2 Bde.) frommann-holzboog, Stuttgart
- 1986 Dialogischer Konstruktivismus. In: K. Salamun (Hrsg.): Was ist Philosophie? Mohr, Tübingen
- 1990 Einführung in die philosophische Anthropologie. WBG, Darmstadt ²1992 ISBN 3-534-04879-2.
- 1992/6 mit  M. Dascal, D. Gerhardus  und G. Meggle (Hrsg.): Sprachphilosophie. Ein internationales Handbuch zeitgenössischer Forschung (2 Halbbde.) Berlin/New York
- 1998 Indische Denker. Beck, München ISBN 3-406-41945-3 (Rezension)
- 2009 Dialogischer Konstruktivismus. de Gruyter, Berlin, New York ISBN 978-3-11-020310-3.
- 2010 Logic, Language and Method. On Polarities in Human Experience. de Gruyter, Berlin, New York  ISBN 978-3110203127.
- 2011 Philosophische Variationen. de Gruyter, Berlin, New York ISBN 978-3110203110.
- 2021 Von der dialogischen Logik zum dialogischen Konstruktivismus. de Gruyter, Berlin, Boston ISBN 978-3-11-066674-8 e-ISBN (EPUB) 978-3-11-066692-2.